# Мартин Стоев
Мартин Стоянов Стоев e български волейболист, национален състезател от българския национален отбор по волейбол, треньор. Играл на поста посрещач.
Двукратен носител на най-престижната награда сред треньорите – „Треньор на България“ за 2006 и 2007 година.
Има над 200 участия за националния отбор през периода 1991 – 1999. Световен шампион за младежи с националния отбор на България в Кайро през 1991 година, където е избран и за най-добър волейболист на световното първенство. Капитан на младежкия национален отбор. Президент на и старши треньор на волейболния клуб ВК Сливнишки герой (Сливница) и младежкият национален отбор на България.

## Биография
През 2005 година поема българския национален отбор по волейбол. На Световната лига през 2006 г. класира България на 4-то място след три победи над Бразилия (3:0), Италия (3:0) и Сърбия (3:0) във втората фаза. През есента печели бронзовите медали заедно с България на Световното първенство в Япония след победа над Сърбия (3:1) в мача за бронза. Успехите му през 2007 г. са продължени с нова победа над Бразилия (3:2) и пето място в 28-о издание на Световната лига. Печели бронзовите медали от Cветовната купа през същата година.
След освобождаването му от поста е клубен треньор в отборите на Халбанк, Томис и Левски. От 2013 г. поема Томис (Констанца) за втори път с които, в края на сезона, печели титла и купа на Румъния. Прекъсва договора си с румънския клуб през 2015 г. заради финансовата криза в него след като е спечелил 3 титли и две купи на Румъния.
В края на 2016 г. подписва с Аркада (Галац).
През 2018 г. поема националния отбор за момчета до 15 годишна възраст и печели Балканиадата.
През 2019 година отборът ръководен от Стоев за втори път печели Балканиадата. Малко по-късно на Европейското първенство българските юноши печелят второто място.
През 2021 година извежда Националният отбор на България U19 до Вицесветовна титла на първенството в Иран (през 2021 година).

## Семейство
Мартин Стоев произхожда от голямо спортно семейство. Син е на бившия волейболен национал и именит треньор Стоян Стоев и на бившата баскетболна националка Маргарита Щъркелова.
Женен е за едно от Златните момичета на България – състезателка по художествена гимнастика Елизабет Колева. Има дъщеря Мартина и син Ерик. Синът му Ерик Стоев е състезател по волейбол и капитан на ВК Сливнишки герой (Сливница) и младежкия национален отбор, а дъщеря му Мартина е моден дизайнер, като от нея Мартин Стоев има внук Денислав.

## Кариера

### Състезател
- 1989 – 1991 – „Миньор“ (Бухово) – шампион на България
- 1991 – 1992 – „Верона“ (Италия)
- 1991 – 1992 – „Таранто“ (Италия)
- 1992 – 1994 – „Мантова“ (Италия)
- 1994 – 1995 – „Орестиада“ (Гърция) – финалист за Купата на СЕВ
- 1995 – 1997 – „Матера“ (Италия)
- 1997 – 1998 – „Монтикиари“ (Италия)
- 1998 – 1999 – „Цървена Звезда (Сърбия и Черна гора) – носител на Купата на Сърбия
- 1999 – 2000 – „Сфакс“ (Тунис) – Купа на Африка и Купа на арабските шампиони
- 2000 – 2002 – „Левски Сиконко“ – 2 пъти шампион и 1 купа на България
- 2002 – 2003 – „Марек“ Дупница – вицешампион
- 2003 – 2005 – „Анортозис“ (Кипър) – шампион на Кипър, купа и суперкупа.

### Треньор
- 2005 – 2008 – Национален отбор мъже – трето място на световно първенство през 2006 г., трето място на Световната купа 2007 г.
- 2005 – 2008 – „Левски Сиконко“ – шампион и носител на Купата на България
- 2008 – 2009 – „Халкбанк“ (Анкара, Турция)
- 2011 – 2012 „Томис“ (Констанца, Румъния)
- 2013 – „Левски Сиконко“
- 2013 – „Томис“ (Контанца, Румъния), шампион и носител на Купата на Румъния
- От 2016 до настоящия момент – Старши треньор на ВК Сливнишки герой (Сливница)
- 2019 – Национален отбор до 17 г. – вицешампион на Европейско първенство
- 2021 – Национален отбор до 19 г. – вицешампион на Световно първенство